# Christian Tröger

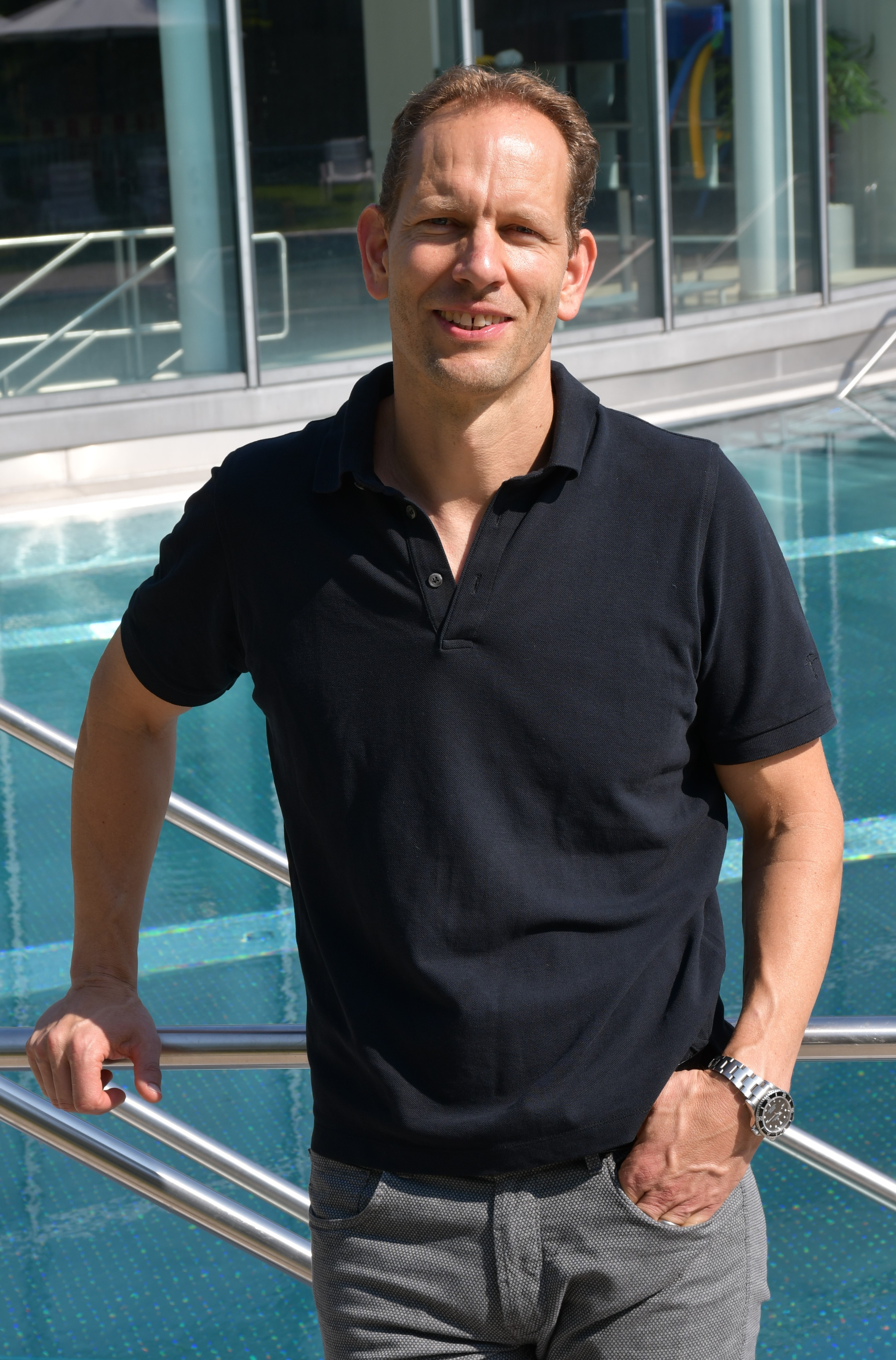
Christian Tröger (2021)

Christian Alexander Tröger (* 6. Oktober 1969 in München) ist ein ehemaliger deutscher Schwimmer, der bei Olympischen Spielen drei Bronzemedaillen gewann und zweimal Weltmeister wurde.

## Werdegang
1990 wurde Christian Tröger deutscher Vizemeister über 100 Meter Freistil und gewann 1991 mit der 4-mal-200-Meter-Freistilstaffel bei den Weltmeisterschaften in Perth/Australien die Goldmedaille. Wiederum als deutscher Vizemeister über 100 Meter Freistil und Vierter über 200 Meter Freistil qualifizierte sich Tröger für die Freistilstaffeln bei den Olympischen Spielen in Barcelona. Dort trat er auch über 100 Meter Freistil an und belegte in 49,84 Sekunden den siebten Platz. In der 4-mal-100-Meter-Freistilstaffel gewann er Bronze hinter den Staffeln aus den USA und der GUS.
Dafür erhielt er am 23. Juni 1993 das Silberne Lorbeerblatt.
1993 holte Tröger erstmals den Deutschen Meistertitel über 100 Meter Freistil und gewann in diesem Jahr zudem den Gesamt-World-Cup (Kategorie: Freistilsprint). Bei den Europameisterschaften 1993 wurde Tröger auf 100 Meter Freistil Vierter, konnte aber mit beiden Freistilstaffeln Medaillen gewinnen. 1994 wurde er erneut Deutscher Meister über 100 Meter Freistil. Bei den Weltmeisterschaften in Rom belegte er über 100 Meter Freistil den fünften Platz, mit den 4-mal-100-Meter-Staffeln (Freistil und Lagen) erreichte Tröger zwei vierte Plätze. 1996 gewann Tröger seinen dritten Titel über 100 Meter Freistil und sicherte sich in diesem Jahr erneut den Gesamt-World-Cup. Bei den Olympischen Spielen in Atlanta belegte er den zehnten Platz und gewann mit beiden Freistilstaffeln jeweils die Bronzemedaille.
1997 wurde Tröger in Malmö/Schweden Kurzbahnweltmeister mit der Staffel. Bei den Europameisterschaften im selben Jahr gewann er zwei Silbermedaillen mit den 4-mal-100-Meter-Staffeln. Ebenfalls 1997 sicherte sich Tröger die Bronzemedaille bei der Universiade in Catania/Italien über 100 Meter Freistil. 1999 und 2000 gewann Christian Tröger drei weitere Europameisterschaftsmedaillen mit dem Team. Bei seiner dritten Olympiateilnahme 2000 in Sydney wurde Tröger im Finale der Lagenstaffel nicht eingesetzt, obwohl er 2000 noch einmal Deutscher Meister auf der 100-Meter-Freistilstrecke geworden war. Mit der 4-mal-100-Meter-Freistilstaffel wurde Tröger Vierter, mit der 4-mal-200-Meter-Freistilstaffel belegte er den sechsten Rang.
Christian Tröger startete zum Beginn seiner Karriere für den SC Wasserfreunde München unter dem Trainer Georg Weinzierl. Er wechselte dann für einige Jahre zum SV Würzburg 05. Ab 1996 trat er für den 1. Münchner SC an, bei dem er wieder von Georg Weinzierl betreut wurde. Trögers Vater Hans-Joachim Tröger gewann 1959 bei der Universiade über 200 Meter Brust und hielt auf dieser Strecke die Weltbestzeit. Die Mutter von Christian Tröger (Helga Tröger) wurde 1959 Vizestudentenweltmeisterin im Turmspringen.
Christian Tröger ist Diplom-Kaufmann und promovierte zum Thema Olympia – Im Spannungsfeld von Mythos und Marke. Tröger arbeitet als selbstständiger Unternehmensberater im Bereich Marketing.

## Erfolge
- Olympische Sommerspiele 1992 in Barcelona
  - Bronze über 4 × 100 Meter Freistil mit Christian Tröger, Dirk Richter, Steffen Zesner und Mark Pinger
- Europameisterschaften 1993 in Sheffield
  - Silber über 4 × 200 Meter Freistil mit Jörg Hoffmann, Christian Tröger, Christian Keller und Steffen Zesner
  - Bronze über 4 × 100 Meter Freistil mit Christian Tröger, Jochen Bludau, Steffen Zesner und Bengt Zikarsky
- Europameisterschaften 1995 in Wien
  - Silber über 4 × 100 Meter Freistil mit Christian Tröger, Christian Keller, Torsten Spanneberg und Björn Zikarsky
- Kurzbahneuropameisterschaften 1996 in Rostock
  - Gold über 4 × 50 Meter Freistil
- Olympische Sommerspiele 1996 in Atlanta
  - Bronze über 4 × 100 Meter Freistil mit Christian Tröger, Bengt Zikarsky, Björn Zikarsky und Mark Pinger
  - Bronze über 4 × 200 Meter Freistil mit Aimo Heilmann, Christian Keller, Tröger und Steffen Zesner
- Kurzbahnweltmeisterschaften 1997 in Göteborg
  - Gold über 4 × 100 Meter Freistil mit Lars Conrad, Christian Tröger, Alexander Lüderitz und Aimo Heilmann
- Europameisterschaften 1997 in Sevilla
  - Silber über 4 × 100 Meter Freistil mit Alexander Lüderitz, Steffen Zesner, Christian Tröger und Torsten Spanneberg
  - Silber über 4 × 100 Meter Lagen mit Ralf Braun, Jens Kruppa, Thomas Rupprath und Cristian Tröger
- Universiade 1997 in Catania[3]
  - Bronze über 100 Meter Freistil
- Europameisterschaften 1999 in Istanbul
  - Silber über 4 × 100 Meter Lagen mit Stev Theloke, Mark Warnecke, Christian Keller und Christian Tröger
  - Bronze über 4 × 100 Meter Freistil mit Christian Keller, Lars Merseburg, Christian Tröger und Lars Conrad
- Kurzbahnweltmeisterschaften 2000 in Athen
  - Bronze über 4 × 100 Meter Freistil mit Mitja Zastrow, Stefan Herbst, Christian Tröger und Stephan Kunzelmann
- Europameisterschaften 2000 in Helsinki
  - Silber über 4 × 100 Meter Freistil mit Stefan Herbst, Lars Conrad, Christian Tröger und Stephan Kunzelmann
- Olympische Sommerspiele 2000 in Sydney[4]
  - Platz 4 über 4 × 100 Meter Freistil mit Thorsten Spanneberg, Christian Tröger, Stephan Kunzelmann und Stefan Herbst